# La Fermeté
La Fermeté és un municipi francès, situat al departament del Nièvre i a la regió de Borgonya - Franc Comtat. L'any 2007 tenia 637 habitants.

## Demografia

### Població
El 2007 la població de fet de La Fermeté era de 637 persones. Hi havia 239 famílies, de les quals 43 eren unipersonals (27 homes vivint sols i 16 dones vivint soles), 90 parelles sense fills, 94 parelles amb fills i 12 famílies monoparentals amb fills.
La població ha evolucionat segons el següent gràfic:
Habitants censats

### Habitatges
El 2007 hi havia 297 habitatges, 251 eren l'habitatge principal de la família i 46 eren segones residències. 292 eren cases i 2 eren apartaments. Dels 251 habitatges principals, 218 estaven ocupats pels seus propietaris, 22 estaven llogats i ocupats pels llogaters i 11 estaven cedits a títol gratuït; 2 tenien una cambra, 6 en tenien dues, 45 en tenien tres, 85 en tenien quatre i 113 en tenien cinc o més. 191 habitatges disposaven pel capbaix d'una plaça de pàrquing. A 94 habitatges hi havia un automòbil i a 138 n'hi havia dos o més.

### Piràmide de població
La piràmide de població per edats i sexe el 2009 era:
| Homes | Edats   | Dones |
| ----- | ------- | ----- |
| 0     | 95 o +  | 0     |
| 4     | 90 a 94 | 4     |
| 0     | 85 a 89 | 12    |
| 4     | 80 a 84 | 8     |
| 0     | 75 a 79 | 8     |
| 12    | 70 a 74 | 8     |
| 20    | 65 a 69 | 8     |
| 12    | 60 a 64 | 12    |
| 4     | 55 a 59 | 8     |
| 16    | 50 a 54 | 20    |
| 24    | 45 a 49 | 16    |
| 20    | 40 a 44 | 16    |
| 28    | 35 a 39 | 28    |
| 24    | 30 a 34 | 20    |
| 12    | 25 a 29 | 20    |
| 12    | 20 a 24 | 12    |
| 8     | 15 a 19 | 8     |
| 16    | 10 a 14 | 8     |
| 16    | 5 a 9   | 12    |
| 16    | 0 a 4   | 16    |

## Economia
El 2007 la població en edat de treballar era de 425 persones, 324 eren actives i 101 eren inactives. De les 324 persones actives 286 estaven ocupades (151 homes i 135 dones) i 40 estaven aturades (20 homes i 20 dones). De les 101 persones inactives 43 estaven jubilades, 22 estaven estudiant i 36 estaven classificades com a «altres inactius».

### Ingressos
El 2009 a La Fermeté hi havia 257 unitats fiscals que integraven 652 persones, la mediana anual d'ingressos fiscals per persona era de 18.684 €.

### Activitats econòmiques
Dels 11 establiments que hi havia el 2007, 2 eren d'empreses de construcció, 1 d'una empresa de comerç i reparació d'automòbils, 3 d'empreses de transport, 2 d'empreses d'hostatgeria i restauració i 3 d'empreses de serveis.
Dels 5 establiments de servei als particulars que hi havia el 2009, 2 eren paletes, 1 guixaire pintor i 2 restaurants.
L'any 2000 a La Fermeté hi havia 14 explotacions agrícoles que ocupaven un total de 1.260 hectàrees.

## Equipaments sanitaris i escolars
El 2009 hi havia una escola elemental.

## Poblacions més properes
El següent diagrama mostra les poblacions més properes.